# Rákospalotai köztemető
A Rákospalotai köztemető vagy Rákospalotai temető Budapest északkeleti részén, a Szentmihályi úton található.

## Története
A palotai öregtemető a mai Széchenyi téren (korábban Czabán Samu tér), illetve a közelében lévő labdarúgópálya mai területén volt nagyjából. Ez a terület a település temetkezését 1843-1909-ig szolgálta.  Ennél korábbi adatra van utalás: „A Nyír, később Palota nevű falu 1200 körül épült templomának romjai, az 1735-ben felépített Kossuth utcai római katolikus műemléktemplom alapjainak részét képezik. Mellette egy XIV-XVII. századi temetőt is sikerült feltárni.”   A ma ismert temetőt 1904-ben nyitották meg, s Rákospalotával együtt 1950-ben a fővároshoz csatolták. A temetőben több mint 140 ezer elhunyt nyugszik, többségükben a volt község és a XV. kerület polgárai. Számos művész, sportoló, tudós és politikus nyughelye is a temető.

## Megközelítése
- 130-as busz, a Sárfű utcai megálló pár perc séta a temetőtől.
- 196-os busz, a Szentmihályi útra a rákospalotai köztemető után fordul ki.
- 196A busz, Rákospalotai köztemető megállóval.